# Virden (Illinois)
Virden – miasto w Stanach Zjednoczonych, w stanie Illinois, w hrabstwie Macoupin.